# Plagianthus divaricatus
Plagianthus divaricatus är en malvaväxtart som beskrevs av Forst.. Plagianthus divaricatus ingår i släktet Plagianthus och familjen malvaväxter. Inga underarter finns listade i Catalogue of Life.